# Consiglio Olimpico d'Asia

In verde, i paesi membri del Consiglio Olimpico d'Asia

Il Consiglio Olimpico d'Asia (COA) (noto anche come Olympic Council of Asia (OCA) in inglese è un'associazione internazionale che riunisce i 45 comitati olimpici nazionali d'Asia riconosciuti dal Comitato Olimpico Internazionale (CIO).
Il presidente attuale dell'associazione è Ahmed Al-Fahad Al-Ahmed Al-Sabah. La sede del COA è Al Kuwait.

## Paesi membri
Nella seguente tabella sono riportati i comitati facenti parte dell'organizzazione con l'anno della fondazione e l'anno di riconoscimento ufficiale da parte del CIO nel caso in cui non corrisponda con il primo.
| Paese               | Codice CIO | Comitato olimpico nazionale                                            | Fondazione | Rif.                                                 |
| ------------------- | ---------- | ---------------------------------------------------------------------- | ---------- | ---------------------------------------------------- |
| Afghanistan         | AFG        | Comitato Olimpico Nazionale della Repubblica Islamica dell'Afghanistan | 1935/1936  |                                                      |
| Arabia Saudita      | KSA        | Comitato Olimpico dell'Arabia Saudita                                  | 1964/1965  |                                                      |
| Bahrein             | BRN        | Comitato Olimpico del Bahrein                                          | 1978/1979  |                                                      |
| Bangladesh          | BAN        | Associazione Olimpica del Bangladesh                                   | 1979/1980  |                                                      |
| Bhutan              | BHU        | Comitato Olimpico del Bhutan                                           | 1983       |                                                      |
| Birmania            | MYA        | Comitato Olimpico della Birmania                                       | 1947       |                                                      |
| Brunei              | BRU        | Comitato Olimpico Nazionale del Brunei                                 | 1984       |                                                      |
| Cambogia            | CAM        | Federazione Sportiva e Comitato Olimpico della Cambogia                | 1983/1994  |                                                      |
| Cina                | CHN        | Comitato Olimpico Cinese                                               | 1910/1979  |                                                      |
| Corea del Nord      | PRK        | Comitato Olimpico della Repubblica Popolare Democratica della Corea    | 1953/1957  |                                                      |
| Corea del Sud       | KOR        | Comitato Olimpico Coreano                                              | 1946/1947  |                                                      |
| Emirati Arabi Uniti | UAE        | Comitato Olimpico degli Emirati Arabi Uniti                            | 1979/1980  |                                                      |
| Filippine           | PHI        | Comitato Olimpico Filippino                                            | 1911/1929  |                                                      |
| Giappone            | JPN        | Comitato Olimpico Giapponese                                           | 1911/1912  |                                                      |
| Giordania           | JOR        | Comitato Olimpico Giordano                                             | 1957/1963  |                                                      |
| Hong Kong           | HKG        | Federazione Sportiva e Comitato Olimpico di Hong Kong                  | 1950/1951  |                                                      |
| India               | IND        | Comitato Olimpico Indiano                                              | 1927       |                                                      |
| Indonesia           | INA        | Comitato Olimpico Indonesiano                                          | 1946/1952  |                                                      |
| Iran                | IRI        | Comitato Olimpico Nazionale della Repubblica Islamica dell'Iran        | 1947       |                                                      |
| Iraq                | IRQ        | Comitato Olimpico Nazionale dell'Iraq                                  | 1948       |                                                      |
| Kazakistan          | KAZ        | Comitato Olimpico Nazionale della Repubblica del Kazakistan            | 1990/1993  |                                                      |
| Kirghizistan        | KGZ        | Comitato Olimpico Nazionale della Repubblica del Kirghizistan          | 1991/1993  |                                                      |
| Kuwait              | KUW        | Comitato Olimpico del Kuwait                                           | 1957/1966  |                                                      |
| Laos                | LAO        | Comitato Olimpico Nazionale del Laos                                   | 1975/1979  |                                                      |
| Libano              | LIB        | Comitato Olimpico Libanese                                             | 1947/1948  |                                                      |
| Macao               | MAC        | Comitato Olimpico e Sportivo di Macao                                  | 1987/---   | Archiviato il 29 settembre 2009 in Internet Archive. |
| Maldive             | MDV        | Comitato Olimpico Maldiviano                                           | 1985       |                                                      |
| Malaysia            | MAS        | Consiglio Olimpico della Malaysia                                      | 1953/1954  |                                                      |
| Mongolia            | MGL        | Comitato Olimpico Nazionale Mongolo                                    | 1956/1962  |                                                      |
| Nepal               | NEP        | Comitato Olimpico del Nepal                                            | 1962/1963  |                                                      |
| Oman                | OMA        | Comitato Olimpico dell'Oman                                            | 1982       |                                                      |
| Pakistan            | PAK        | Comitato Olimpico Pakistano                                            | 1948       |                                                      |
| Palestina           | PLE        | Comitato Olimpico Palestinese                                          | 1995       |                                                      |
| Qatar               | QAT        | Comitato Olimpico del Qatar                                            | 1979/1980  |                                                      |
| Singapore           | SIN        | Consiglio Olimpico Nazionale di Singapore                              | 1947/1948  |                                                      |
| Siria               | SYR        | Comitato Olimpico Siriano                                              | 1948       |                                                      |
| Sri Lanka           | SRI        | Comitato Olimpico Nazionale dello Sri Lanka                            | 1937       |                                                      |
| Taipei cinese       | TPE        | Comitato Olimpico di Taipei Cinese                                     | 1960       |                                                      |
| Tagikistan          | TJK        | Comitato Olimpico Nazionale della Repubblica del Tagikistan            | 1992/1993  |                                                      |
| Thailandia          | THA        | Comitato Olimpico Nazionale della Thailandia                           | 1948/1950  |                                                      |
| Timor Est           | TLS        | Comitato Olimpico Nazionale di Timor Est                               | 2003       |                                                      |
| Turkmenistan        | TKM        | Comitato Olimpico Nazionale del Turkmenistan                           | 1990/1993  |                                                      |
| Uzbekistan          | UZB        | Comitato Olimpico Nazionale dell'Uzbekistan                            | 1992/1993  |                                                      |
| Vietnam             | VIE        | Comitato Olimpico Vietnamita                                           | 1976/1979  |                                                      |
| Yemen               | YEM        | Consiglio Olimpico Nazionale dello Yemen                               | 1971/1981  |                                                      |

### Membri precedenti
| Paese   | Codice CIO | Comitato olimpico nazionale | Fondazione | Rif. |
| ------- | ---------- | --------------------------- | ---------- | ---- |
| Israele | ISR        | Comitato Olimpico d'Israele | 1933/1952  |      |

Israele venne esclusa dal concilio nel 1981 e ora fa parte dei Comitati Olimpici Europei.